# Montalbán
Montalbán es un municipio y localidad española de la provincia de Teruel, en la comunidad autónoma de Aragón. La localidad, que cuenta con el título de villa, es capital histórico-cultural de la comarca de las Cuencas Mineras. Tiene una población de 1165 habitantes (INE 2024). La población de Peñarroyas pertenece al municipio de Montalbán.

## Situación y clima
Integrado en la comarca de Cuencas Mineras, se sitúa a 77 km de la capital turolense. El término municipal está atravesado por las carreteras nacionales N-211 -entre los pK 165 y 174- y N-420, que comparte recorrido con la anterior hasta Alcañiz desde el cruce cercano a Utrillas, además de por la carretera autonómica A-222, que se dirige hacia Lécera y Zaragoza. 
El relieve del territorio está formado por un conjunto de altiplanicies situadas en la vertiente norte de la Sierra de San Just, perteneciente al Sistema Ibérico turolense. El río Martín cruza el territorio de oeste a noreste, recibiendo por la derecha las aguas del río de Palomar y por la izquierda las de la rambla del Infierno. La altitud oscila entre los 1294 m (Muela de Montalbán) y los 720 m a orillas del río Martín. El pueblo se alza a 851 m sobre el nivel del mar. 
Al encontrarse a elevada altitud, la villa presenta un clima extremo, registrándose temperaturas medias invernales de -0,3  °C y de 30 °C en verano. Las precipitaciones oscilan entre 400 y 500 mm.
| Noroeste: Vivel del Río Martín | Norte: La Hoz de la Vieja y Obón | Noreste: Torre de las Arcas                   |
| Oeste: Martín del Río          |                                  | Este: Torre de las Arcas y Castel de Cabra    |
| Suroeste: Utrillas             | Sur: Utrillas y Escucha          | Sureste: Castel de Cabra y Palomar de Arroyos |

## Prehistoria y arqueología
En el término municipal de Montalbán se halla el yacimiento de Pozos Boyete, fechado en la Edad de Bronce. Su importancia arqueológica se debe a los grabados rupestres de estilo esquemático que conserva. Dichos grabados se encuentran en una losa de piedra arenisca de color rojo y representan nueve figuras realizadas por la técnica de «picado» o «repiqueteado».

## Historia

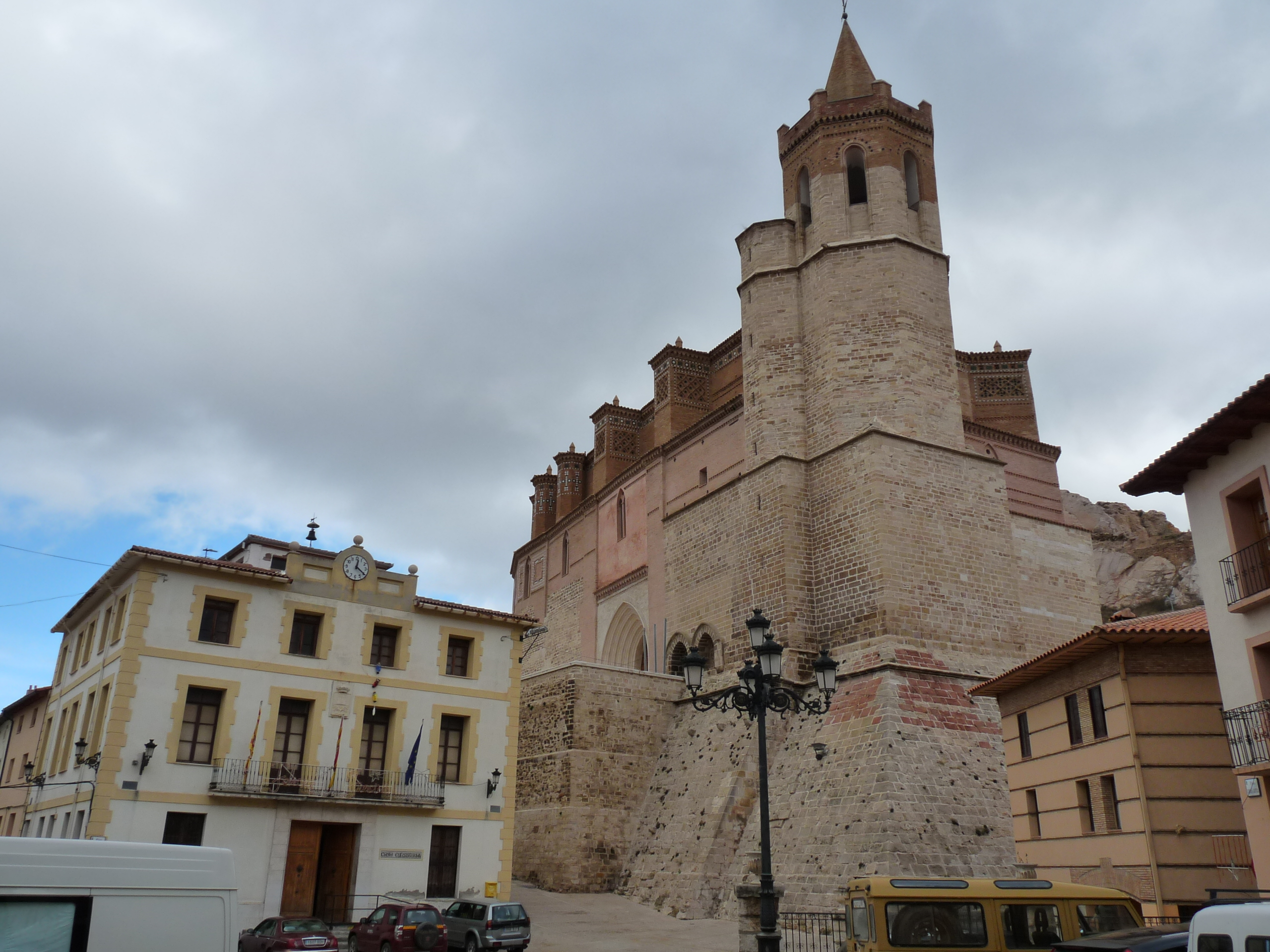
Ayuntamiento e iglesia del Apóstol Santiago el Mayor.

Montalbán recibe su nombre del castillo que presidió durante muchos años el casco urbano de la villa, sobre la margen izquierda del río Martín.
La historia de la villa se halla estrechamente vinculada al castillo y a la encomienda de Montalbán de la orden de Santiago. Sin embargo, de la fortaleza y monasterio sólo perviven los cimientos, ya que fueron destruidos durante la Primera Guerra Carlista en 1839.

### Edad Media
Montalbán aparece en el Cantar del mio Cid, ya que El Cid dominó la Sierra de Segura y Montalbán a finales del siglo XI. La villa es citada por vez primera en la documentación cristiana en 1158, cuando Adriano IV confirmó al obispo de Zaragoza, Pedro, todas las iglesias de su diócesis, entre las cuales se incluía la de Montalbán. No se conoce con exactitud la fecha en la que Montalbán fue reconquistada a los musulmanes, pero Ramón Berenguer IV se apoderó de la villa en torno al año 1160. Unos años más tarde, en 1189, pertenecía a los dominios del Señorío de Albarracín en la figura de Fernán Ruiz de Azagra, quien también era señor de tierras tan lejanas como Calatayud o Tarazona.
Fue el rey Pedro II quien concedió a la villa fuero propio en el año 1208. Jaime I ratificó dicho fuero en 1225 y, en la conquista de Valencia, colaboraron caballeros de la orden de Santiago de Montalbán. El castillo era regido por comendadores y desde 1241 contenía un convento jacobeo sometido al prior de Uclés. Es posible que el mismo Jaime I pasara un verano en el castillo. E igualmente se cree que el castillo pudo ser refugio de los templarios durante la persecución que éstos sufrieron por parte de Jaime II.
La fortificación de la villa data del siglo XIV, cuando dio comienzo la guerra entre Castilla y Aragón, la Guerra de los dos Pedros. Fue ese siglo el más importante para Montalbán, consolidando su importancia dentro de la comarca. Asimismo, en dicho siglo se edificó la actual iglesia parroquial.
En el siglo XV Montalbán era todavía una población importante, pues se sabe que en su aljama se instaló una de las primeras imprentas que entraron en España junto con la de Híjar (1475).

### Edad Moderna
La fundación del Convento de los Dominicos, hecho importante en la vida de la villa, tuvo lugar en el siglo XVI.
La licencia de fundación data de 1521, donando el concejo de Montalbán la Ermita de Santa Lucía y sus alrededores para la construcción del convento. La fábrica del monasterio y la iglesia concluyeron en 1535. A partir del 1558 se llamó Monasterio de San Vicente Ferrer y Santa Lucía de Monteceli de la Observancia, estando ubicado en el actual cementerio.
A comienzos del siglo XVII, el cartógrafo Juan Bautista Labaña menciona a Montalbán en su Itinerario del Reino de Aragón, indicando que la villa, amurallada, pertenecía a la Orden de Santiago. Hace referencia a la iglesia, a un puente de piedra y al citado Convento de los Dominicos. Asimismo, señala la existencia de azabache, que se extraía y trabajaba en el propio pueblo y también en Utrillas y resalta la fama de sus bodegas.
Existe constancia documental de que en 1690 tuvo lugar un enfrentamiento entre los vecinos de la villa y los frailes del convento por el uso de los molinos, iniciándose un motín que llegó a poner en peligro la vida de los frailes.

### Edad Contemporánea
La Primera Guerra Carlista tuvo funestas consecuencias para Montalbán. Dado su enclave respecto a los centros de operaciones carlistas, el ejército constitucional reforzó las fortificaciones de la villa y estableció guarniciones especiales. En 1836, rechazado el carlista Quílez en Alcorisa, intentó sin éxito apoderarse de Montalbán, pero incendió parte de la población. Dos años más tarde, cuando el general Cabrera ganó Calanda y Alcorisa, los isabelinos se refugiaron en Montalbán. En mayo de 1839, Cabrera puso sitio a Montalbán, sin lograr su rendición. Tras varios asaltos, los carlistas consiguieron entrar en la villa, que para entonces había sido reducida a escombros.
En referencia a esta contienda, en 1845 el Diccionario geográfico-estadístico-histórico de España y sus posesiones de Ultramar de Pascual Madoz señalaba que «la población antes de la guerra civil era de los mejores pueblos del Bajo Aragón; hoy ha quedado muy reducida, tanto en edificios como en vecindario». Describe a Montalbán en los términos siguientes: «Las casas en la actualidad apenas pasan de 150, muchas de ellas bastante deterioradas. Estramuros [sic] había un convento de frailes que fue destruido». Asimismo, menciona la existencia de canteras de mármol en su término municipal, alumbre, vitriolo, azabache y carbón de piedra, del que hacían uso algunos pueblos vecinos. A mediados del siglo XIX, la villa tenía contabilizada una población de 936 habitantes, incluyendo la de sus barrios Peñarroya y Cuatro Dineros. Aparece descrita en el decimoprimer volumen de dicho diccionario de la siguiente manera:

MONTALBAN: v. con ayunt. del que dependen los barrios de Peñaroya y Cuatro Dineros en la prov. de Teruel (12 leg.); part. jud. de Segura (2 1/2), (la residencia del juzgado está hoy en Montalban), aud. terr. y dióc. de Zaragoza (18) y c. g. de Aragon. Está sit. en la confluencia y desagüe del r. Adovas en el Martin; goza de buen clima, siendo las intermitentes las enfermedades mas comunes. La pobl. antes de la guerra civil era de los mejores pueblos del Bajo Aragon; hoy ha quedado muy reducida tanto en edificios como en vecindario. Las casas en la actualidad apenas pasan de 150, muchas de ellas bastante deterioradas. Estramuros habia un conv. de frailes que fué destruido; hay un pósito que en la actualidad casi no cuenta con existencia; una escuela de instruccion primaria concurrida por unos 30 niños; igl. parr. (Santiago) de la que es anejo el barrio de Peñasrojas que tiene cura propio; la de Montalban la sirve otro de térm. y 7 racioneros, todos de provision ordinaria ó real, segun los meses de la vacante; hay 2 ermitas con culto público, habiendo sido destruida otra en la última guerra, un hospital fuera de la pobl. y dentro de ella 2 posadas; tiene por último un cementerio que en nada perjudica á la salud pública. Confina el term. por el N. con el de la Peña del Cid y Torre de Arcas; E. Cabra; S. Escucha (part. de Aliaga), y O. Utrillas y Martin. El r. de este último nombre corre por dicho térm., el cual tiene un puente que prestaba comunicacion al conv. con la v.: su curso es al NE. en busca del Ebro. Hay en el term. canteras de mármol de mezcla, alumbre, caparrosa, azabache, carbón de piedra de que hacen uso algunos pueblos y 2 manantiales de aguas termales. El terreno participa de monte y llano, teniendo una huerta que aunque no muy grande es bastante buena y se riega con las aguas del Martin. Los caminos casi todos son de herradura comunicando con los pueblos limítrofes. El correo se recibe 2 veces en la semana. prod.: algun trigo, centeno, vino, judias, maiz, cáñamo, patatas, naranjas y otras frutas; antes de la guerra civil se criaban unas 4,000 cab. de ganado lanar; hoy ha quedado muy reducido. ind.: hay algunos telares de cáñamo y otros lienzos y algunos de bayetas. Celebra 3 ferias al año en los dias 19 de marzo, 10 de julio y 11 de diciembre. pobl.: con los barrios nombrados al principio del art. 234 vec., 936 alm. riqueza imp.: 173,289 rs.
(Madoz, 1848, p. 518)

Durante la Guerra Civil (1936-1939), Montalbán estuvo en manos de los dos bandos, dada su cercanía a uno de los frentes como fue el de Teruel y a la ofensiva final de la guerra. Una vez concluida la misma, algunos militares del ejército republicano no abandonaron la lucha y continuaron agrupándose en formaciones guerrillera para hostigar al enemigo. Estos grupos fueron conocidos como «el maquis». En el área de Montalbán operó el AGLA (Agrupación Guerrillera de Levante y Aragón), llegando a ser el grupo más efectivo y disciplinado.

## Demografía
Montalbán cuenta con una población de 1165 habitantes (INE 2024).
| Gráfica de evolución demográfica de Montalbán entre 1842 y 2021                                                     |
| |
| Población de derecho según los censos de población del INE Población de hecho según los censos de población del INE |

En el fogaje de 1495 —censo del Reino de Aragón ordenado por el rey Fernando el Católico—, Montalbán figura con 237 hogares, lo que equivale a una población aproximada de 1300 habitantes. Era villa de señorío con aldeas, encomienda de la orden de Santiago y mercado, siendo entonces más grande que Utrillas, Andorra o Alcorisa.
En el censo de población de 1857, Montalbán contaba con una población de 1717 habitantes, la más alta de todos los municipios del partido judicial de Segura, al que entonces pertenecía.
El máximo de población de la villa se alcanzó en el censo de 1960 (2760 habitantes).

## Economía
Como en el resto de la comarca, la población activa trabaja fundamentalmente en la minería. Ello ha propiciado el abandono de la agricultura, hecho favorecido por la hostilidad del clima y lo abrupto del relieve. Desde el punto de vista de los servicios, es, junto a Utrillas, cabecera comercial de la zona.

## Administración y política
| Período   | Alcalde                      | Partido |  |
| --------- | ---------------------------- | ------- |  |
| 1979-1983 | Manuel Gadea Monzón          | Ind.    |  |
| 1983-1987 | Carlos Alcalde Artacho       |         |  |
| 1987-1991 | Joaquín Ortín Bielsa         | CDS     |  |
| 1991-1995 | Jerónimo Clemente            | PSOE    |  |
| 1995-1999 | Ángel Bielsa Fleta           | PAR     |  |
| 1999-2003 | Félix Rubio Ferrer           | IU      |  |
| 2003-2007 | Enrique Pellejer Calamar     | IU      |  |
| 2007-2011 | Manuel Javier Navarro Gascón | PSOE    |  |
| 2011-2015 | Manuel Javier Navarro Gascón | PSOE    |  |
| 2015-2019 | Carlos Sánchez Boix          | PAR     |  |

| Partido político    | Partido político                                   | 2003   | 2007   | 2011   | 2015   | 2019   |
| Partido político    | Partido político                                   | Ediles | Ediles | Ediles | Ediles | Ediles |
|                     | Partido Aragonés (PAR)                             | 1      | 2      | 1      | 4      | 7      |
|                     | Partido de los Socialistas de Aragón (PSOE-Aragón) | 2      | 3      | 5      | 3      | 2      |
|                     | Compromiso con Aragón (CA)                         | —      | —      | 1      | 1      | —      |
|                     | Ganar Montalbán                                    | —      | —      | —      | 1      | —      |
|                     | Partido Popular de Aragón (PP)                     | 1      | 1      | 1      | 0      | —      |
|                     | Chunta Aragonesista (CHA)                          | —      | 1      | 0      | 0      | —      |
|                     | Izquierda Unida (IU)                               | 5      | 2      | 1      | —      | —      |
| Total de concejales | Total de concejales                                | 9      | 9      | 9      | 9      | 9      |

## Patrimonio
Montalbán es considerada una de las poblaciones más hermosas de la comarca. La villa fue plaza amurallada, como lo atestiguan todavía las murallas existentes, con sus dos puertas y una torre con arco. Estas fortificaciones datan del año 1363 y se construyeron con el fin de impedir las invasiones procedentes del Reino de Castilla.

### Patrimonio religioso

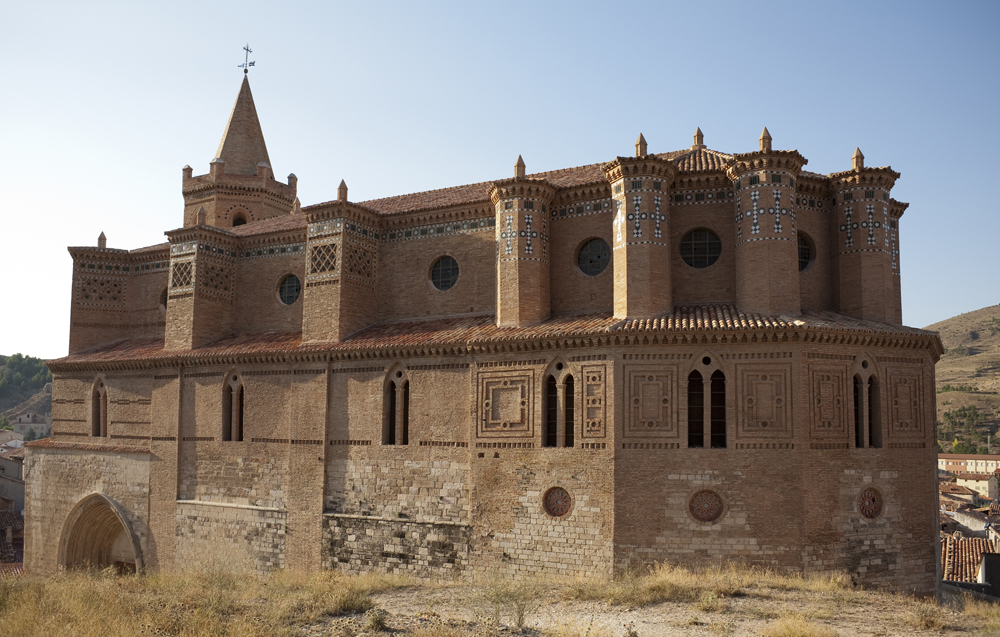
Iglesia del Apóstol Santiago (siglos -), uno de los más representativos ejemplos del arte mudéjar aragonés.

En un extremo de la calle Mayor se yergue la iglesia del Apóstol Santiago, templo gótico-mudéjar. Se construyó durante los siglos XIII y XIV a base de piedra de sillar —estilo gótico— y se concluyó con ladrillo y cerámica, típicos del estilo mudéjar. Posee amplia nave única, capillas laterales y ábside de siete lados. En el exterior, es de gran interés la torre, compuesta por una torre Principal y otra interior que hace función de escalera. Sin embargo, lo más destacado es la parte superior mudéjar de la iglesia que posee un andador, confiriendo a la construcción un marcado carácter militar. Esta combinación le ha otorgado la consideración de monumento histórico-artístico.
La historia de su construcción se remonta a 1208 cuando se produjo la reconquista de la villa de Montalbán por Pedro II, con la colaboración de frailes de la Orden de Santiago bajo las directivas de su maestre, Fernán González. En agradecimiento por la ayuda brindada, el 13 de junio de 1210, el rey donó la villa a la Orden de Santiago, que pasó a convertirse en la Encomienda Mayor de Aragón. La Orden construyó esta gran iglesia en la ladera del monte como complemento a un conjunto defensivo muy grande. En el siglo XIX, los distintos conflictos bélicos dañaron el templo, lo que nuevamente sucedió en la Guerra Civil. En 1956, el arquitecto Fernando Chueca Goitia llevó a cabo una importante restauración.
Bajo la iglesia se puede acceder al Centro de Interpretación de Geología y Espeleología del Parque Cultural del Río Martín, alojado en una gran bodega de tradición medieval. Este espacio museístico da a conocer la historia geológica del parque.

### Patrimonio civil
Del importante castillo de Montalbán, situado en la parte alta de la localidad no lejos de la iglesia de Santiago, apenas quedan algunos paredones dispuestos por el monte, además de los restos de una torre en la parte más elevada, que tal vez fuera la del homenaje, más otras dos más bajas de planta cuadrada.

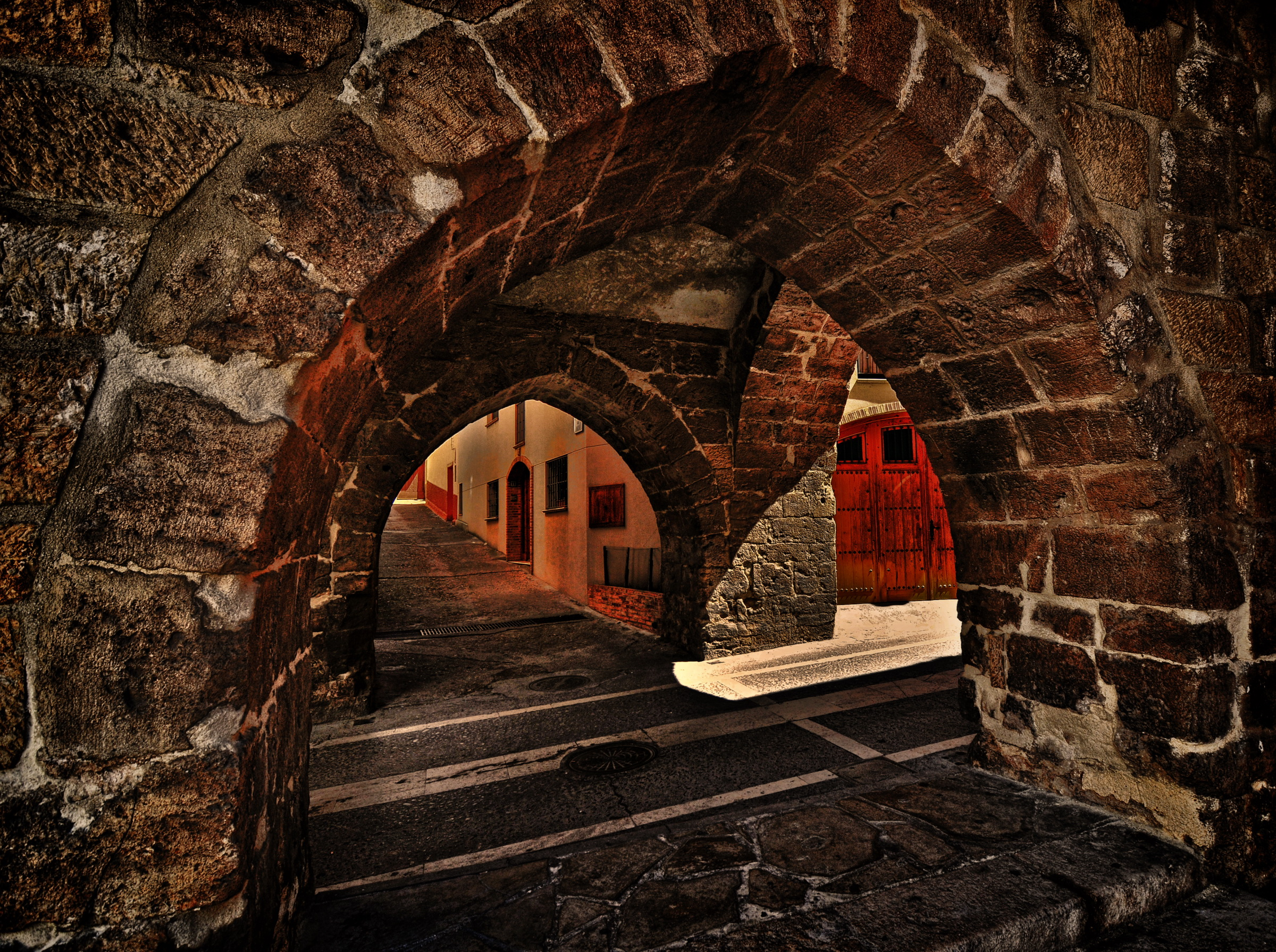
Portal de Daroca o Torreón de la Cárcel.

A través del Portal de Daroca o Torreón de la Cárcel, que así se llama también en recuerdo de su antigua función, se accede al casco histórico. Se alza sobre un pórtico de planta baja y de buena sillería. Se organiza interiormente en tres plantas, cubriéndose con un tejado a doble vertiente.Al norte se abre el Portal de la Muralla, conocido también como Portal de la Rambla. Otro portal, el de Santa Engracia, es el único arco que conserva las puertas. Es la salida este de la villa hacia al valle del río Martín y fue construido con motivo de la Guerra de los dos Pedros.
Por último, cabe reseñar el complicado y espectacular entramado de bodegones y pasadizos subterráneos con comunicaciones que se extienden por todo el casco antiguo. A unos 3 km del casco urbano, en el barranco de la Tejería, existió la industria que le da nombre, de la que se conservan parte de las instalaciones, incluyendo su impresionante chimenea.

## Fiestas
- La festividad de San Antón, a mital del mes de enero, se celebra encendiendo hogueras en los distintos barrios. Cuando la fuerza de la hoguera desciende, se extraen brasas para asar distintas viandas.
- En el mes de julio, a finales de la primera quincena del mismo, se celebra la Fiesta del Cid, de reciente implantación (en 1999). Rememora el paso del Cid por las tierras de Montalbán.
- El último fin de semana de agosto tiene lugar la concentración de motos.
- Las fiestas mayorales transcurren el primer domingo de septiembre. Se celebran las fiestas del Ángel o de los Mozos en honor al Ángel de la guarda.
- Las fiestas patronales, en honor a la Virgen del Castillo y San Fausto, tienen lugar el segundo domingo de septiembre. Las fiestas se prolongan hasta el miércoles, siendo el lunes fiesta local. Uno de los festejos de mayor arraigo en la localidad es el «toro embolado».